# Odranski Obrež
Odranski Obrež – wieś w środkowej Chorwacji, na terenie miasta Zagrzeb. Miejscowość jest oddalona o około 11 km od centrum Zagrzebia, o około 14 km od Velikiej Goricy i o około 22 km od Samoboru. W 2011 roku wieś liczyła 1578 mieszkańców, w czym 753 to mężczyźni, a 825 to kobiety.